# Prva Liga (voetbal Joegoslavië)
De Prva Liga (Eerste Divisie) was de hoogste voetbalcompetitie in Joegoslavië (1945-1992).
Nadat Slovenië, Kroatië, Macedonië en Bosnië en Herzegovina onafhankelijk werden en hun eigen competities oprichten, ging de Joegoslavische competitie verder als Prva savezna liga onder de vlag van de Federale Republiek Joegoslavië (ook Klein-Joegoslavië genoemd) en later de confederatie Servië en Montenegro, tot ook deze twee landen uiteen gingen in Servië en Montenegro.

## Geschiedenis
Tussen 1923 en 1940 werd er competitie gespeeld in het Koninkrijk Joegoslavië. Van 1945 tot 1992 werd er gespeeld in de Prva Liga in de Socialistische Federale Republiek Joegoslavië.
Door de jaren heen kwamen veel verschillende teams uit in de Prva Liga, maar er is een aantal teams -meestal uit de grotere steden- die vrijwel de hele tijd aan de competitie deelnamen. Dit waren onder andere:
| Servië                                                                           | Bosnië en Herzegovina                                                  | Kroatië                                                  | Montenegro                         | Slovenië           | Noord-Macedonië |
| -------------------------------------------------------------------------------- | ---------------------------------------------------------------------- | -------------------------------------------------------- | ---------------------------------- | ------------------ | --------------- |
| Rode Ster Belgrado Partizan Belgrado OFK Beograd Radnički Niš Vojvodina Novi Sad | Borac Banja Luka FK Sarajevo Sloboda Tuzla Velez Mostar NK Željezničar | Dinamo Zagreb NK Zagreb NK Osijek Hajduk Split NK Rijeka | Budućnost Titograd Sutjeska Niksic | Olimpija Ljubljana | Vardar Skopje   |

## Kampioenen (1923-1940)
De eerste vier jaren, 1923-1926 en in 1931/32 en 1935/36 werd de landskampioen bepaald door middel van een bekercompetitie.
- 1923 - Građanski Zagreb
- 1924 - Jugoslavija Beograd
- 1925 - Jugoslavija Beograd
- 1926 - Građanski Zagreb
- 1927 - Hajduk Split

- 1928 - Građanski Zagreb
- 1929 - Hajduk Split
- 1930 - Concordia Zagreb
- 1931 - BSK Beograd
- 1932 - Concordia Zagreb

- 1933 - BSK Beograd
- 1934 - niet gespeeld
- 1935 - BSK Beograd
- 1936 - BSK Beograd

- 1937 - Građanski Zagreb
- 1938 - HAŠK Zagreb
- 1939 - BSK Beograd
- 1940 - Građanski Zagreb

## Kampioenen (1945-1992)
- 1947 - Partizan Belgrado
- 1948 - Dinamo Zagreb
- 1949 - Partizan Belgrado
- 1950 - Hajduk Split
- 1951 - Rode Ster Belgrado
- 1952 - Hajduk Split
- 1953 - Rode Ster Belgrado
- 1954 - Dinamo Zagreb
- 1955 - Hajduk Split
- 1956 - Rode Ster Belgrado
- 1957 - Rode Ster Belgrado
- 1958 - Dinamo Zagreb

- 1959 - Rode Ster Belgrado
- 1960 - Rode Ster Belgrado
- 1961 - Partizan Belgrado
- 1962 - Partizan Belgrado
- 1963 - Partizan Belgrado
- 1964 - Rode Ster Belgrado
- 1965 - Partizan Belgrado
- 1966 - Vojvodina Novi Sad
- 1967 - FK Sarajevo
- 1968 - Rode Ster Belgrado
- 1969 - Rode Ster Belgrado
- 1970 - Rode Ster Belgrado

- 1971 - Hajduk Split
- 1972 - FK Željezničar Sarajevo
- 1973 - Rode Ster Belgrado
- 1974 - Hajduk Split
- 1975 - Hajduk Split
- 1976 - Partizan Belgrado
- 1977 - Rode Ster Belgrado
- 1978 - Partizan Belgrado
- 1979 - Hajduk Split
- 1980 - Rode Ster Belgrado
- 1981 - Rode Ster Belgrado

- 1982 - Dinamo Zagreb
- 1983 - Partizan Belgrado
- 1984 - Rode Ster Belgrado
- 1985 - FK Sarajevo
- 1986 - Partizan Belgrado
- 1987 - Partizan Belgrado
- 1988 - Rode Ster Belgrado
- 1989 - Vojvodina Novi Sad
- 1990 - Rode Ster Belgrado
- 1991 - Rode Ster Belgrado
- 1992 - Rode Ster Belgrado

## Eeuwige ranglijst (1923-1992)
- In de tabel wordt de huidige vlag van het land gebruikt om aan te geven uit welk land de club afkomstig is. Seizoen 1945 is niet opgenomen in de lijst.

| Vlag                           | Club                      | /63 | Seizoenen                                                                              |
| ------------------------------ | ------------------------- | --- | -------------------------------------------------------------------------------------- |
| Vlag van Kroatië               | Hajduk Split              | 62  | 1923-1940, 1946-1991                                                                   |
| Vlag van Servië                | OFK Belgrado              | 50  | 1927-1940, 1946-1958, 1959-1979, 1980-1983, 1985-1986, 1991-1992                       |
| Vlag van Servië                | Rode Ster Belgrado        | 46  | 1946-1992                                                                              |
| Vlag van Servië                | Partizan Belgrado         | 46  | 1946-1992                                                                              |
| Vlag van Kroatië               | Dinamo Zagreb             | 45  | 1946-1991                                                                              |
| Vlag van Servië                | Vojvodina Novi Sad        | 43  | 1932-1933, 1951-1986, 1987-1992                                                        |
| Vlag van Bosnië en Herzegovina | FK Sarajevo               | 43  | 1947-1948, 1950-1957, 1958-1992                                                        |
| Vlag van Bosnië en Herzegovina | Velez Mostar              | 38  | 1952-1953, 1955-1992                                                                   |
| Vlag van Bosnië en Herzegovina | Zeljeznicar Sarajevo      | 34  | 1946-1947, 1954-1956, 1957-1959, 1962-1977, 1978-1992                                  |
| Vlag van Noord-Macedonië       | Vardar Skopje             | 34  | 1947-1948, 1952-1955, 1956-1959, 1960-1962, 1963-1970, 1971-1976, 1979-1990, 1991-1992 |
| Vlag van Servië                | Radnicki Nis              | 30  | 1962-1985, 1986-1992                                                                   |
| Vlag van Kroatië               | NK Rijeka                 | 29  | 1946-1947, 1958-1969, 1974-1991                                                        |
| Vlag van Montenegro            | Budućnost Titograd        | 26  | 1946-1947, 1948-1950, 1955-1960, 1962-1963, 1975-1992                                  |
| Vlag van Bosnië en Herzegovina | Sloboda Tuzla             | 25  | 1959-1960, 1962-1963, 1969-1992                                                        |
| Vlag van Slovenië              | Olimpija Ljubljana        | 22  | 1953-1954, 1965-1984, 1989-1991                                                        |
| Vlag van Kroatië               | NK Zagreb                 | 18  | 1952-1953, 1954-1958, 1964-1970, 1973-1974, 1976-1979, 1980-1982                       |
| Vlag van Bosnië en Herzegovina | Celik Zenica              | 17  | 1966-1967, 1968-1978, 1979-1980, 1983-1984, 1985-1989                                  |
| Vlag van Servië                | Spartak Subotica          | 16  | 1946-1948, 1950-1951, 1952-1958, 1972-1973, 1986-1987, 1988-1992                       |
| Vlag van Kroatië               | NK Osijek                 | 16  | 1953-1956, 1977-1980, 1981-1991                                                        |
| Vlag van Kroatië               | Gradanski Zagreb          | 14  | 1923-1926, 1928-1929, 1931-1935, 1936-1940                                             |
| Vlag van Bosnië en Herzegovina | Borac Banja Luka          | 14  | 1961-1962, 1970-1974, 1975-1981, 1989-1992                                             |
| Vlag van Servië                | Jugoslavija Beograd       | 14  | 1923-1926, 1928-1930, 1932-1935, 1936-1940                                             |
| Vlag van Kroatië               | Lokomotiva Zagreb         | 10  | 1946-1955, 1956-1957                                                                   |
| Vlag van Servië                | Radnicki Beograd          | 10  | 1935-1936, 1953-1961, 1965-1966                                                        |
| Vlag van Montenegro            | Sutjeska Niksic           | 9   | 1964-1965, 1966-1967, 1971-1973, 1984-1988, 1991-1992                                  |
| Vlag van Kroatië               | HASK Zagreb               | 9   | 1927-1929, 1933-1935, 1936-1940                                                        |
| Vlag van Kroatië               | Concordia Zagreb          | 8   | 1930-1938                                                                              |
| Vlag van Bosnië en Herzegovina | Slavija Sarajevo          | 8   | 1930, 1933-1940                                                                        |
| Vlag van Kroatië               | Slavija Osijek            | 8   | 1924-1926, 1930, 1933-1937                                                             |
| Vlag van Bosnië en Herzegovina | SAŠK Sarajevo             | 7   | 1923-1928, 1931                                                                        |
| Vlag van Servië                | Proleter Zrenjanin        | 6   | 1967-1969, 1973-1975, 1990-1992                                                        |
| Vlag van Servië                | FK Bor                    | 6   | 1968-1971, 1972-1975                                                                   |
| Vlag van Servië                | Napredak Krusevac         | 6   | 1951, 1976-1977, 1978-1981, 1988-1989                                                  |
| Vlag van Servië                | BASK                      | 6   | 1932-1935, 1936-1939                                                                   |
| Vlag van Servië                | Rad Beograd               | 5   | 1987-1992                                                                              |
| Vlag van Servië                | FK Pristina               | 5   | 1983-1988                                                                              |
| Vlag van Kroatië               | Dinamo Vinkovci           | 5   | 1982-1987                                                                              |
| Vlag van Slovenië              | Maribor FC                | 5   | 1967-1972                                                                              |
| Vlag van Servië                | Radnicki Kragujevac       | 5   | 1969-1972, 1974-1976                                                                   |
| Vlag van Slovenië              | Ilirija Ljubljana         | 5   | 1923-1927                                                                              |
| Vlag van Slovenië              | SK Ljubljana              | 4   | 1935-1939                                                                              |
| Vlag van Servië                | FK Zemun                  | 3   | 1982-1983, 1990-1992                                                                   |
| Vlag van Servië                | FK Novi Sad               | 3   | 1961-1964                                                                              |
| Vlag van Kroatië               | Tresnjevka Zagreb         | 3   | 1963-1966                                                                              |
| Vlag van Italië                | Ponziana Trst             | 3   | 1946-1949                                                                              |
| Vlag van Servië                | FK Mačva Šabac            | 3   | 1931, 1951-1952                                                                        |
| Vlag van Servië                | Bačka                     | 3   | 1923, 1925-1926                                                                        |
| Vlag van Kroatië               | RNK Split                 | 2   | 1957-1958, 1960-1961                                                                   |
| Vlag van Servië                | Jedinstvo Beograd         | 2   | 1937-1939                                                                              |
| Vlag van Servië                | Nasa Krila Zemun          | 2   | 1948-1950                                                                              |
| Vlag van Noord-Macedonië       | Rabotnicki Skopje         | 2   | 1952, 1953-1954                                                                        |
| Vlag van Noord-Macedonië       | Gradanski Skopje          | 2   | 1935-1936, 1938-1939                                                                   |
| Vlag van Slovenië              | ASK Primorje              | 2   | 1933-1935                                                                              |
| Vlag van Bosnië en Herzegovina | Iskra Bugojno             | 1   | 1984-1985                                                                              |
| Vlag van Noord-Macedonië       | Teteks Tetovo             | 1   | 1981-1982                                                                              |
| Vlag van Servië                | Trepca Kosovska Mitrovica | 1   | 1977-1978                                                                              |
| Vlag van Servië                | FK Crvenka                | 1   | 1970-1971                                                                              |
| Vlag van Noord-Macedonië       | Pelister Bitola           | 1   | 1991-1992                                                                              |
| Vlag van Kroatië               | Borac Zagreb              | 1   | 1951                                                                                   |
| Vlag van Servië                | Sparta Zemun              | 1   | 1938-1939                                                                              |
| Vlag van Servië                | 14 Oktobar Nis            | 1   | 1946-1947                                                                              |
| Vlag van Noord-Macedonië       | FK Pobeda Skopje          | 1   | 1946-1947                                                                              |
| Vlag van Kroatië               | Slavija Varaždin          | 1   | 1938-1939                                                                              |
| Vlag van Servië                | Sloga Novi Sad            | 1   | 1948-1949                                                                              |
| Vlag van Slovenië              | Nafta Lendava             | 1   | 1946-1947                                                                              |
| Vlag van Servië                | NAK                       | 1   | 1935-1936                                                                              |
| Vlag van Servië                | SAND Subotica             | 1   | 1927                                                                                   |
| Vlag van Montenegro            | Crnogorac Cetinje         | 1   | 1935-1936                                                                              |
| Vlag van Bosnië en Herzegovina | Krajisnik Banja Luka      | 1   | 1935-1936                                                                              |
| Vlag van Servië                | ŽAK                       | 1   | 1935-1936                                                                              |
| Vlag van Servië                | Sport Sombor              | 1   | 1924                                                                                   |
| Vlag van Kroatië               | Viktorija Zagreb          | 1   | 1932                                                                                   |
| Vlag van Servië                | ZAK Subotica              | 1   | 1935-1936                                                                              |

1. ↑  OFK speelde tot 1945 als BSK en speelde van 1946 tot 1949 als Metalac en daarna opnieuw van 1950 tot 1957 als BSK
2. ↑  Radnicki Nis speelde in 1935-1936 als Građanski Nis
3. ↑  NK Rijeka speelde in 1946-1947 als Kvarner Rijeka
4. ↑  Olimpija Ljubljana speelde in 1953-1954 als Odred Ljubljana
5. ↑  NK Osijek speelde tussen 1953 en 1956 als Proleter Osijek
6. ↑  FK Zemun speelde in 1982-1983 als Galenika Zemun

1923 · 1924 · 1925 · 1926 · 1927 · 1928 · 1929 · 1930 ·  1931 · 1932 · 1933 · 1934/35 · 1935/36 ·  1936/37 · 1937/38 · 1938/39 · 1939/40 · 1940/41 ·  1941/42 · 1942/43 · 1943/44 · 1944/45 · 1945 · 1946/47 · 1947/48 · 1948/49 ·  1950 · 1951 · 1952 ·  1952/53 · 1953/54 · 1954/55 · 1955/56 · 1956/57 · 1957/58 · 1958/59 · 1959/60 · 1960/61 · 1961/62 · 1962/63 · 1963/64 · 1964/65 · 1965/66 · 1966/67 · 1967/68 · 1968/69 · 1969/70 · 1970/71 · 1971/72 · 1972/73 · 1973/74 · 1974/75 · 1975/76 · 1976/77 · 1977/78 · 1978/79 · 1979/80 · 1980/81 · 1981/82 · 1982/83 · 1983/84 · 1984/85 · 1985/86 · 1986/87 · 1987/88 · 1988/89 · 1989/90 · 1990/91 · 1991/92